# Unterbrecherkontakt
Unterbrecherkontakte, oder auch Unterbrecher, sind elektrische Kontakte, die in regelmäßiger Folge einen Stromkreis öffnen und schließen und in verschiedenen Bauformen je nach Anwendungsfall ausgeführt sind. Sie stellen eine spezielle Bauform von elektrischen Schaltern dar. Es wird zwischen Selbstunterbrecherkontakten, welche sich im Aufbau wie bei einem Oszillator laufend selbst unterbrechen, und Unterbrecherkontakten, welche durch äußere Einflüsse gesteuert werden, unterschieden.
In vielen Anwendungsbereichen sind Unterbrecherkontakte in ihrer Funktion durch Halbleiterschalter wie Schalttransistoren ersetzt, welche ohne mechanische Bewegungen Stromkreise schließen und unterbrechen können, höhere Schaltfrequenzen erreichen und im Vergleich zu Unterbrecherkontakten einen deutlich geringeren Verschleiß aufweisen. Bei Unterbrecherkontakten als elektromechanisches Bauelement kommt es durch das laufende Ein- und Ausschalten zu einem Kontaktabbrand, welcher durch den Schaltlichtbogen verursacht wird.

## Selbstunterbrecherkontakte

### Wagnerscher Hammer

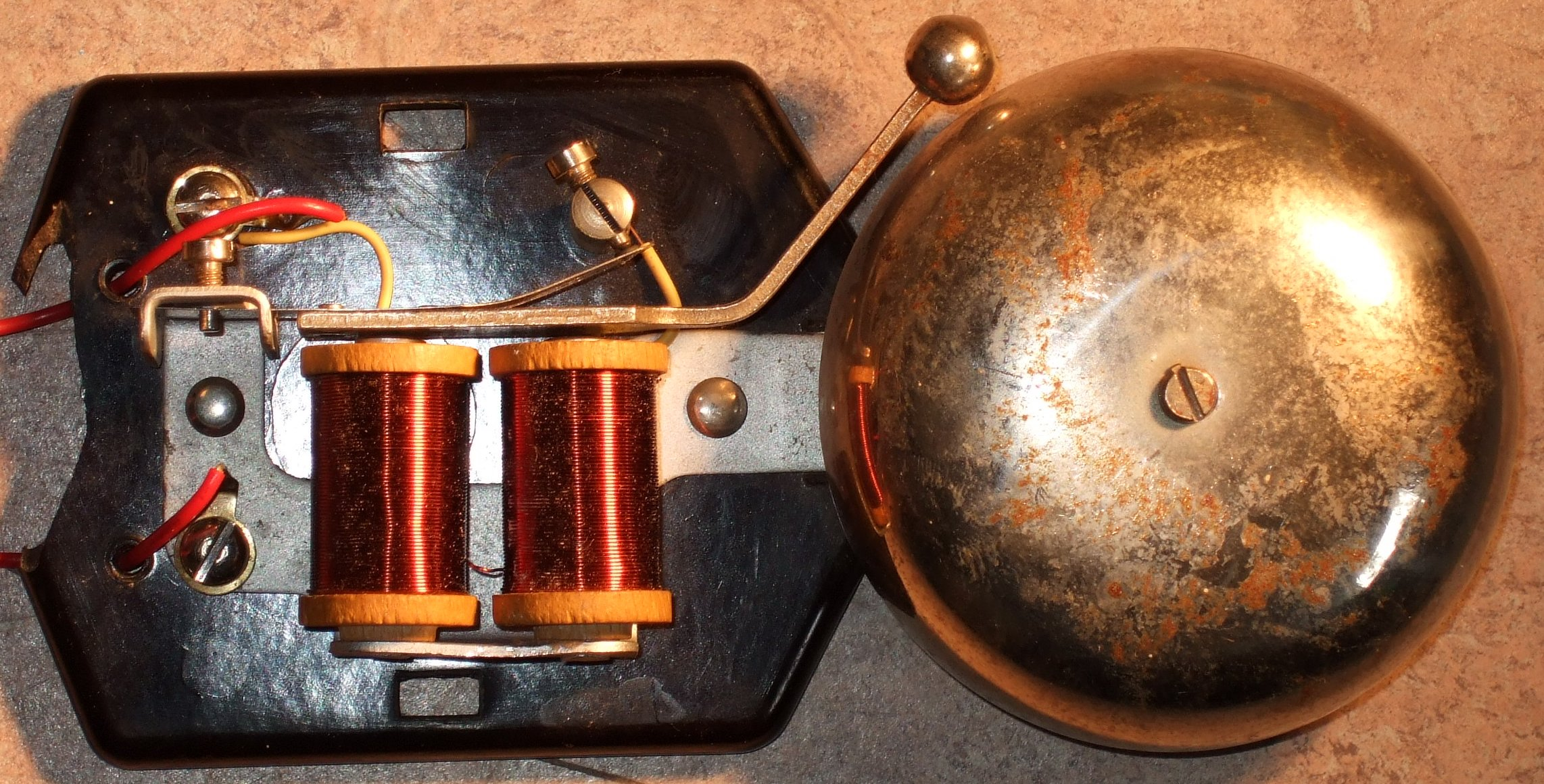
Wagnerscher Hammer in einer elektromechanischen Türklingel

Der Wagnersche Hammer findet unter anderem bei elektromechanischen Klingeln und Funkeninduktoren, welche mit Gleichspannung aus einer Batterie versorgt werden, Anwendung. Bei der Klingel wird die mechanische Kontaktbewegung ausgenützt um eine Glocke zu betätigen. Bei dem Funkeninduktor wird durch die periodische Unterbrechung des Stromkreises durch einen Transformator eine hohe Wechselspannung erzeugt, welche zur Erzeugung von Funken genutzt werden kann.

### Deprez-Unterbrecher
Der Deprez-Unterbrecher stellt eine Weiterentwicklung des Wagnerschen Hammers dar, mit dem sich bis zu 40 Unterbrechungen pro Sekunde erreichen lassen.

### Rogetsche Spirale

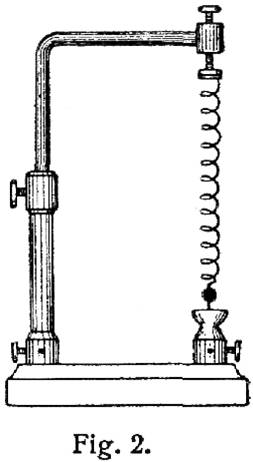
Rogetsche Spirale aus 1906

Die Rogetsche Spirale ist eine historische Bauform eines Selbstunterbrecherkontaktes, welche um das Jahr 1835 von Peter Mark Roget entwickelt wurde. Die Anordnung besteht aus einer vertikal aufgehängten Drahtspirale, ähnlich einer mechanischen Zugfeder, welche am unteren Ende in eine Schale mit Quecksilber eintaucht. Durch einen Stromfluss durch den spiralförmigen Leiter kommt es zufolge der Lorentzkraft zu einer Anziehung benachbarter Leiter in der Spiralleitung, mit dem Effekt, dass sich die Spirale gering zusammenzieht. Dadurch wird das untere Ende der Spirale aus dem Quecksilber herausgezogen, es kommt damit zu einer Stromkreisunterbrechung. Da in Folge die Lorentzkraft fehlt, entspannt sich die Spirale wieder, taucht in das Quecksilber ein, wodurch der Stromkreis wieder geschlossen wird und sich der Vorgang periodisch wiederholt und die Spirale dabei auf- und abschwingt.

## Unterbrecherkontakte

### Zündunterbrecher

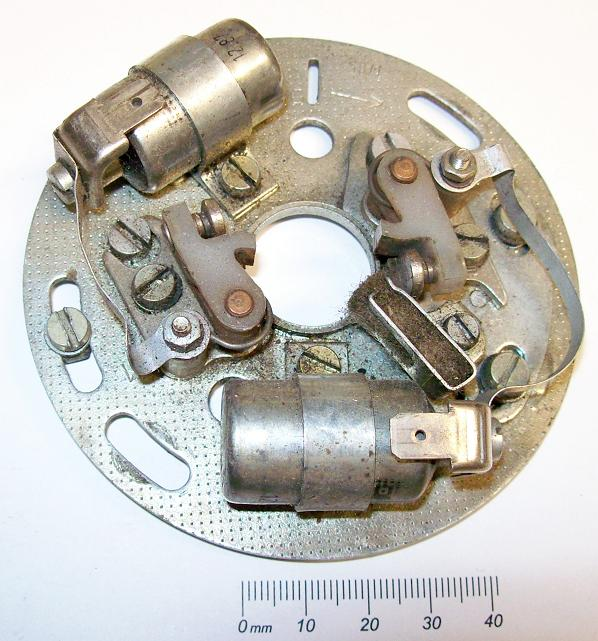
Zündunterbrecher aus einem Trabant

Der Zündunterbrecher ist in früher verwendeten elektromechanischen Schaltern in der Zündanlage eines Ottomotors eingesetzt worden. Der Verbrennungsmotor treibt eine Nockenwelle an, welche den Zündunterbrecher periodisch und im Takt der Motordrehzahl öffnet und schließt. Mit Hilfe einer Zündspule können so die Zündfunken an den Zündkerzen in der Verbrennungskammer ausgelöst werden.
Der Zündunterbrecher ist im Fahrzeugbereich praktisch vollständig durch Halbleiterelektronik wie den Schalttransistoren ersetzt worden.

### Blitzrad
Das Blitzrad ist eine historische elektromechanische Anordnung, die über ein Zahnrad einen elektrischen Stromkreis in periodischen Abständen schließt und unterbricht.

### Turbowechselrichter
Der Turbo-Wechselrichter stellt eine heute nicht mehr gebräuchliche Form eines Wechselrichters dar um Gleichspannung in Wechselspannung umzuwandeln. Als Kontaktmaterial kommt dabei flüssiges Quecksilber zu Anwendung.